# 酒井美樹
酒井 美樹（さかい みき、1989年5月18日 - ）は、群馬県出身のタレント、レースクイーン。プラチナムプロダクション所属。

## 略歴
- 2009年より東京ヤクルトスワローズの公式パフォーマーユニット『Swallows Wings』のメンバーとして2年間活動。
- 2010年、雑誌『GOLF TODAY』（三栄書房）の“GOLF TODAY バーディーズ”メンバー（1期生）となる[1]。
- 2011年、SUPER GT300『ハセプロ・マジカルアートエンジェル』としてレースクイーンデビュー[2]。翌2012年も引き続きマジカルアートエンジェルを務める。
- 2015年、SUPER GT300『Direction Racing フロンティアオーキットキューティーズ』として3年ぶりにレースクイーン復帰する[3]
- 2016年、事務所の後輩である松山英礼奈と共にSUPER GT『TOYOTA PRIUS apr GTレースクイーン』を務める[4]。
- 2017年、事務所の後輩である菅原樹里亜の後任として、TOYOTA GAZOO Racingのイメージガール『GAZOO Lady』を務める[5]。
- 2019年4月、結婚および妊娠していることを公表し[6]同年12月に男児を出産している。

## 人物
- 特技はダンス。高校時代はダンス部に入っていた[7]。
- 趣味は作詞、歌うこと、料理、アロマ集め。
- 好きな色はピンク、オレンジ。
- スワウィンで一緒だった藤田薫子と仲が良い[8]。

## 出演

### テレビ
- 1番ソングSHOW（日本テレビ・2012年2月1日） - 再現VTRに出演[9]
- もう一度見たいのは誰だ! 世界の魔術!幻術!奇術! 超マジシャンズリーグ（テレビ朝日・2012年3月31日） - アシスタント[10]
- TEAM SERIZAWA（ゴルフネットワーク・2015年8月12日 - 26日） - 高橋としみと共にゲスト出演[11]

### イベント
- 東京モーターショー2011（2011年12月） - HONDAブース
- 東京オートサロン2012（2012年1月） - GOLF TODAYブース
- 東京オートサロン2013（2013年1月） - パイオニア「carrozzeria」ブース
- 東京モーターショー2013（2013年11月） - LEXUSブース
- 名古屋モーターショー2013（2013年12月） - LEXUSブース
- 大阪モーターショー2013（2013年12月） - LEXUSブース
- 東京オートサロン2014（2014年1月） - C-WESTブース
- 札幌モーターショー2014（2014年2月） - LEXUSブース
- 東京オートサロン2015（2015年1月） - パイオニア「carrozzeria」ブース